# Anna Gebre Selassie
Anna Gebre Selassie (* 3. Juni 1991 in Třebíč, Tschechien) ist eine tschechische Handballspielerin, die seit 2009 bei DHK Zora Olomouc unter Vertrag steht. Sie spielt im linken Rückraum.
Die Tochter eines Äthiopiers und einer Tschechin ist in Třebíč geboren und in Velké Meziříčí aufgewachsen. Gebre Selassie spielt außerdem in der tschechischen Nationalmannschaft und hat 14 Partien absolviert. Sie ist die Schwester von Theodor Gebre Selassie.